# Osteoderma

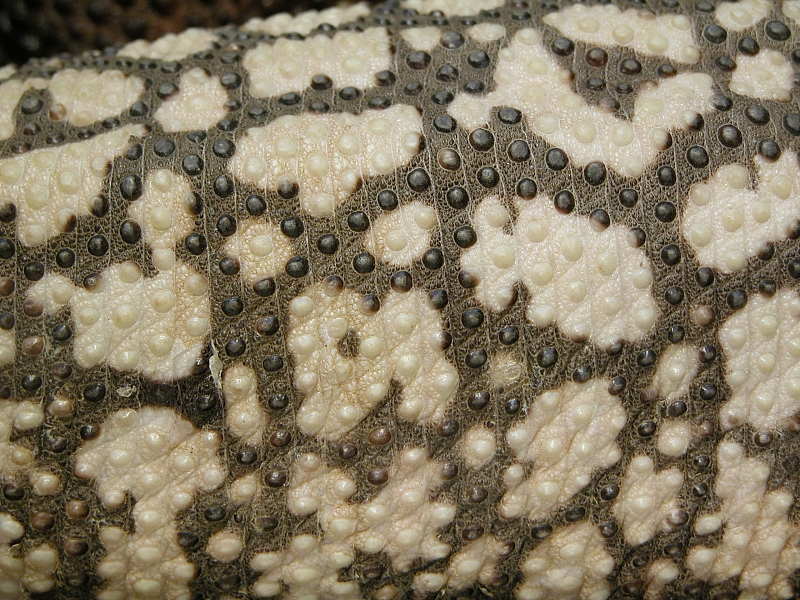
Vista ampliada de la pell d'un helodermàtid en la qual es poden apreciar els osteodermes.

Esquelet d'armadillo amb la cuirassa, que es compon d'osteodermes, exhibit al Museu d'Osteologia.

Els osteodermes són dipòsits ossis que formen escates, plaques o altres estructures integrades en la dermis. Es poden trobar en molts grups de rèptils i amfibis, tant vivents com extints, incloent-hi les sargantanes, els crocodilians, les granotes, els temnospòndils (amfibis extints), diversos grups de dinosaures (particularment els ancilosaures i els estegosaures), els fitosaures, els etosaures, els placodonts i els hupehsucs (rèptils marins possiblement relacionats amb els ictiosaures).
No són gaire habituals en els mamífers, tot i que es poden observar en molts xenartres (els armadillos i els seus parents extints, els gliptodontins, milodòntids i escelidotèrids). Nombrosos llinatges diferents han desenvolupat osteodermes. Es creu que els osteodermes dels armadillos es formen en el teixit dèrmic subcutani. Aquestes estructures són anàlogues, no homòlogues, i no indiquen necessàriament una ascendència comuna. Tanmateix, deriven d'escuts, que es veuen en totes les classes d'amniotes i són un exemple d'allò que s'anomena «homologia profunda». En molts casos, els osteodermes poden tenir una funció d'armadura. Els osteodermes es componen de teixit ossi i deriven d'una població d'escleroblasts de la cresta neural durant el desenvolupament embrionari de l'organisme. Aquesta població té algunes característiques homòlogues associades a la dermis. Es creu que les cèl·lules de la cresta neural contribueixen al desenvolupament dels osteodermes mitjançant la transició epitelial-mesenquimàtica.
Els osteodermes dels crocodilians moderns estan ben vascularitzats i funcionen com a protecció i com a intercanviadors de calor, cosa que permet a aquests grans rèptils augmentar o reduir la seva temperatura ràpidament. Una altra funció és neutralitzar l'acidosi provocada per les immersions llargues, que fan que s'acumuli diòxid de carboni a la sang. El calci i el magnesi de l'os dèrmic alliberen ions alcalins al corrent sanguini que funcionen com a amortidor contra l'acidificació dels líquids corporals.